# La Petite Chocolatière (film, 1950)
Pour les articles homonymes, voir La Petite Chocolatière.
Pour plus de détails, voir Fiche technique et Distribution.
La Petite Chocolatière est un film français réalisé par André Berthomieu en 1949, sorti en 1950.

## Synopsis
Benjamine, la fille du chocolatier Lapistolle, en panne de voiture, passe une nuit chez Paul Norman. Elle s'impose avec désinvolture et provoque la rupture des fiançailles de ce paisible fonctionnaire avec la fille de son chef de service. Un ami garde le contact entre Paul et Benjamine, et devient le chef de publicité chez Lapistolle. Quand Norman est révoqué par la faute de Benjamine, il rapproche ses deux amis et leur prouve qu'ils sont faits l'un pour l'autre.

## Fiche technique
- Titre : La Petite Chocolatière
- Réalisation : André Berthomieu, assisté de Raymond Bailly
- Scénario : André Berthomieu, d'après l'œuvre de Paul Gavault, La Petite Chocolatière
- Dialogues : André Hornez
- Décors : Raymond Nègre
- Photographie : Charles Suin
- Photographe de plateau : Walter Wottitz
- Musique : Paul Misraki
- Montage : Louisette Hautecoeur et Henri Taverna
- Son : Jacques Lebreton
- Directeur de production : Jean Darvey
- Producteur : Ray Ventura
- Société de production : Hoche Productions
- Société de distribution : Les Films Corona
- Pays d'origine :  France
- Format : 1,37:1 - noir et blanc - son mono
- Genre : comédie
- Durée : 85 minutes
- Tournage : du 28 avril 1949 au 10 juin 1949
- Dates de sortie :
  - France : 16 novembre 1949 (Cannes), 3 mars 1950 (Paris)

## Distribution
- Gisèle Pascal : Benjamine Lapistolle
- Claude Dauphin : Paul Normand
- Henri Génès : Félicien Bédarride
- Jeannette Batti : Rosette
- Bernard Lajarrige : Raoul Pinglet
- Georges Lannes : Lapistolle
- Henri Crémieux : Mingassol
- Paulette Dubost : Julie
- Charles Bouillaud : le maître d'hôtel
- Max Elloy : le garçon
- Colette Georges : Simone
- Jean Hébey : le fêtard
- Gaston Orbal : Eugène
- Robert Rollis : le collègue de Paul
- Michel Roux
- Aimé Barelli et son orchestre
- Jean Nohain
- Jacques Essy
- Bob Jacqmain
- René Sauvaire